# Fêtes chinoises

## Les fêtes chinoises traditionnelles
Les fêtes chinoises traditionnelles suivent le calendrier chinois. Elles sont donc mobiles dans le calendrier grégorien, sauf Qing Ming fixée toujours le 5 avril à Taïwan.
| Nom en français                                             | Nom en chinois                 | Date (dans le calendrier chinois sauf précisé dans le cadre) | Date (dans le calendrier julien     | Notice |
| Nouvel An chinois fête du printemps                         | 春节 / 春節, chūn jié          | 1er jour du premier mois                                     | Variables de janvier à mars         | Le premier jour dans le calendrier chinois, c'est la fête la plus importante dans le monde chinois. |
| Fête des lanternes                                          | 元宵节 / 元宵節, yuánxiāo jié  | 15e jour du premier mois                                     | 15 jours après la fête du printemps | Le dernier jour de "fête de Nouvel An". |
| Qing Ming (Toussaint chinoise)                              | 清明节 / 清明節, qīngmíng jié  | 3e jour du 3e mois                                           | Variable entre 4 et 6 avril         | Cette fête était originellement une « période solaire » ((zh)), elle devient ensuite une fête pour faire une offrande en cas d'un décès. |
| Fête des bateaux-dragons fête de duanwu fête du double cinq | 端午节 / 端午節, duānwǔ jié    | 5e jour du 5e mois                                           |                                     | On organise une course de bateaux-dragons et mange des gâteaux triangulaires de riz. |
| Fête chinoise des amoureux                                  | 七夕, qīxī                     | 7e jour du 7e mois                                           |                                     | La Voie lactée s'étend du nord au sud et on trouve une étoile brillante à chacun de ses deux côtés, soit Altaïr et Véga. Il représente la conjonction des couples. |
| Fête des fantômes                                           | 鬼节 / 鬼節, guǐ jié           | 14e jour du 7e mois                                          |                                     | Selon la tradition, ce jour-là les esprits retenus dans les enfers sont relâchés sur terre et ne peuvent trouver la bonne conscience du fait de mort violente ou de mauvaise conduite. On leur offre des repas réconfortants afin de les délivrer de leurs souffrances. |
| Fête de la mi-automne ou fête de la lune                    | 中秋節, zhōngqiú jié           | 15e jour du 8e mois                                          |                                     | Une journée pour rassembler les familles, admirer la pleine lune et manger des gâteaux. |
| Fête du double neuf                                         | 重阳节 / 重陽節, chóngyáng jié | 9e jour du 9e mois                                           |                                     | La fête des personnes âgées. |
| Fête du Solstice d'hiver                                    | 冬至节 / 冬至節, dōngzhì jié   |                                                              | variable entre 21 et 23 décembre    | En fait ce n'est pas tout à fait une "fête" mais plutôt une "période solaire" qui signifie le changement de l'automne à l'hiver. Mais dans quelques régions elle est considérée comme une fête.                                                                         |
| Réveillon de nouvel an chinois                              | 除夕, chúxī                    | dernier jour du dernier mois                                 |                                     | Le dernier jour dans le calendrier chinois, les gens se rassemblent et préparent le nouvel an. |

## Les fêtes chinoises non traditionnelles
Voici les fêtes qui ne sont pas traditionnelles mais qui sont importantes et connues en Chine.
| Nom en français                              | Nom en chinois           | Date                        | Notice |
| -------------------------------------------- | ------------------------ | --------------------------- | --- |
| Nouvel An                                    | 元旦                     | le 1er janvier              | Appelé aussi Yuan dan. |
| Journée de la femme                          | 婦女節                   | le 8 mars                   | Journée internationale des femmes (parfois appelée à tort "Fête de la femme" ou "des femmes").                                                                                           |
| Journée des travailleurs                     | 劳动节                   | le 1er mai                  | Fête internationale des travailleurs. |
| Fête de la jeunesse                          | 青年節                   | le 4 mai                    | Pour commémorer le mouvement du 4-Mai qui débute le 4 mai 1919, ce mouvement marque le commencement de la Nouvelle révolution démocratique en Chine.                                     |
| Fête des mères                               | 母亲节                   | la deuxième dimanche de mai | Une journée pour remercier nos mères. |
| Journée de l'enfance                         | 兒童節                   | le 1er juin                 | Fête internationale de l'enfance. |
| Fondation du Parti Communiste Chinois        |                          | le 1er juillet              | Le 1er Congrès national du Parti Communiste Chinois a commencé en juillet 1923, Mao Zedong a donc décidé d'utiliser le 1er juillet pour être l'anniversaire du Parti Communiste Chinois. |
| Fondation de l'Armée Populaire de Libération | 中国人民解放军建军纪念日 | le 1er août                 | Le Soulèvement de Nanchang s'est passé le 1er août 1927, il signifie la fondation de l'Armée Populaire de Libération.                                                                    |
| Journée des enseignants                      |                          | le 10 septembre             | Une journée pour remercier les enseignants. À Taïwan, la fête a lieu au 28 septembre, le jour de naissance de Confucius.                                                                 |
| Fête nationale chinoise                      | 国庆节                   | le 1er octobre              | La fondation de la République Populaire de Chine le 1er octobre 1949, déclarée à Tian'anmen par Mao Zedong (1er président de la République Populaire de Chine).                          |